# Tongging
Tongging är en ort i Indonesien.   Den ligger i provinsen Sumatera Utara, i den västra delen av landet, 1 400 km nordväst om huvudstaden Jakarta. Tongging ligger 926 meter över havet och antalet invånare är 16 000. Den ligger vid sjön Danau Toba.
Terrängen runt Tongging är varierad. Tongging ligger nere i en dal.  Trakten runt Tongging är nära nog obefolkad, med mindre än två invånare per kvadratkilometer. Det finns inga andra samhällen i närheten. 